# Lissendorf
Lissendorf település Németországban, Rajna-vidék-Pfalz tartományban. Lakosainak száma 1161 fő (2023. december 31.).

## Népesség
A település népességének változása:
| Lakosok száma | 937  | 1116 | 1119 | 1160 | 1158 | 1161 |
|               | 1975 | 2017 | 2019 | 2021 | 2022 | 2023 |

## Képgaléria

Látnivalók
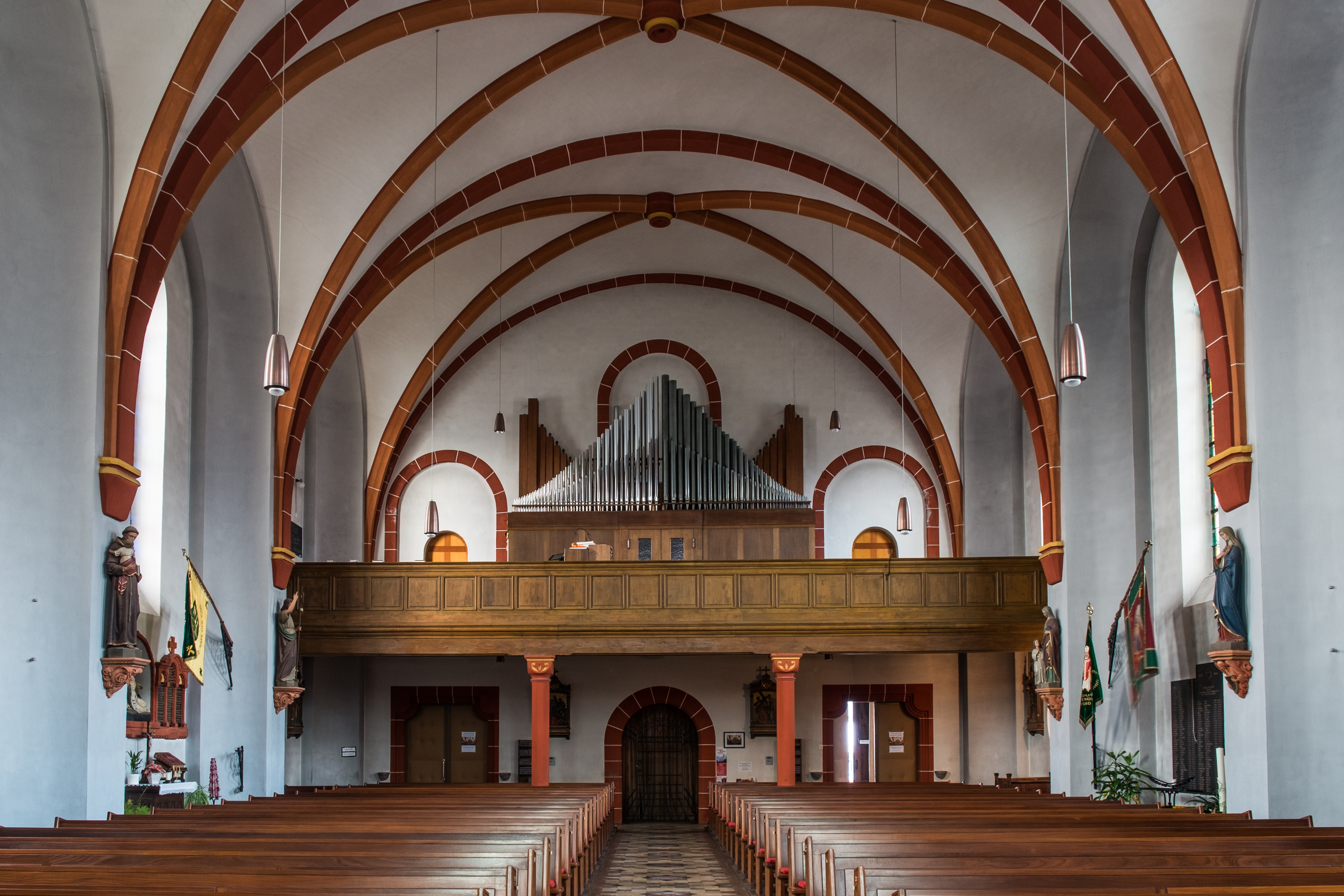
Szent Dionüsziosz-templom
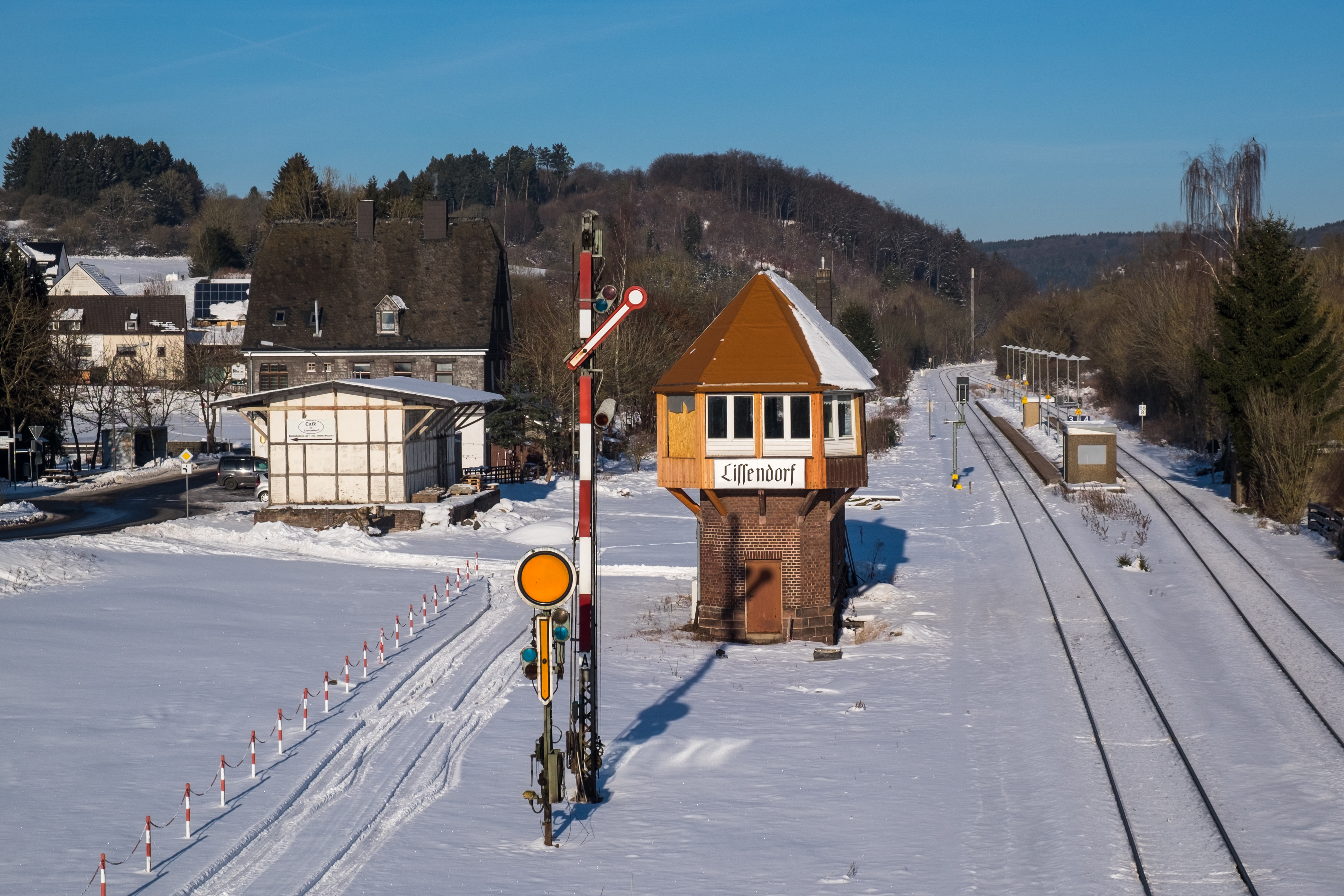
A helyi vasút télen
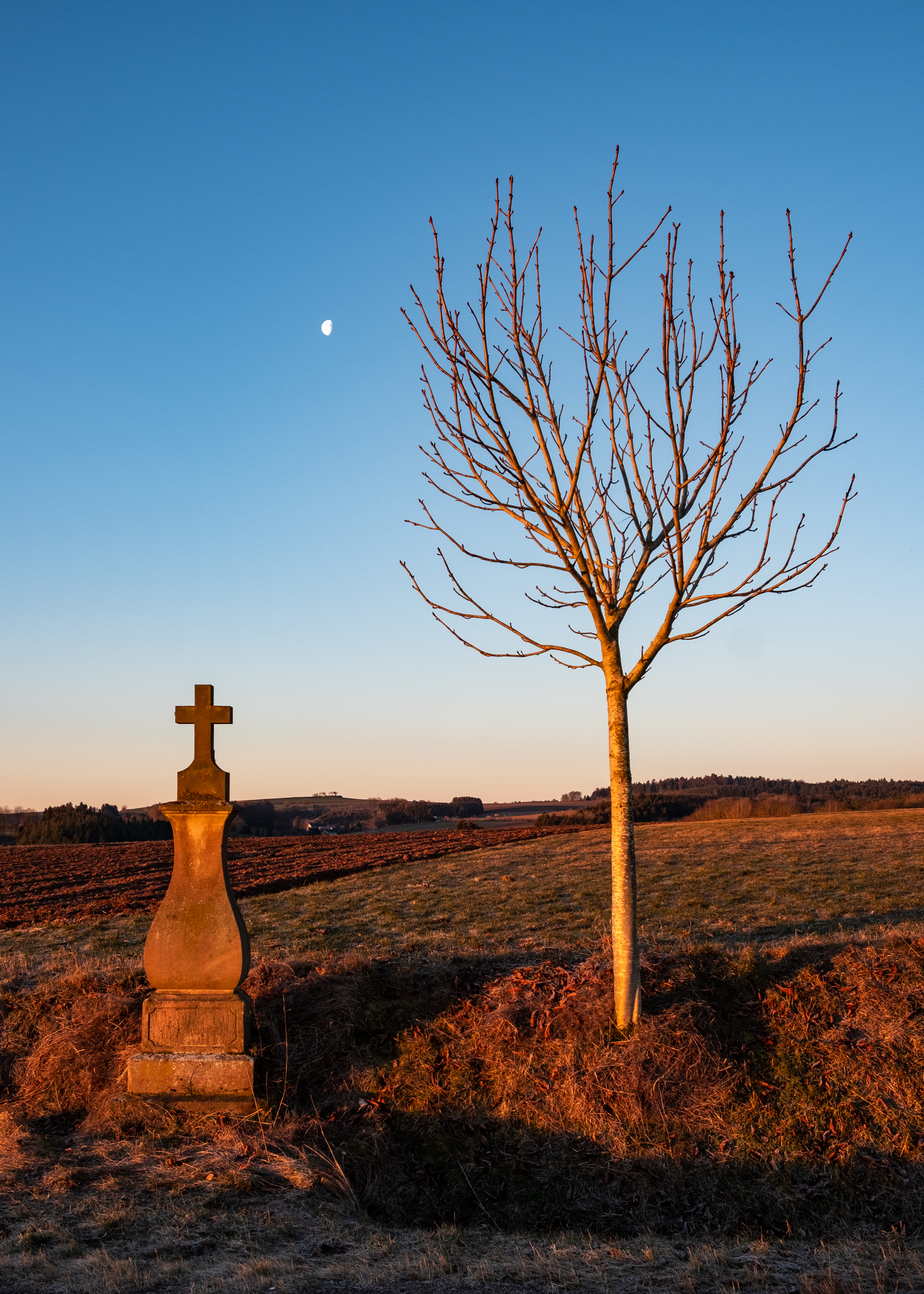
Keresztút Steffeln irányába